# Ischnosiphon arouma
Ischnosiphon arouma är en strimbladsväxtart som först beskrevs av Jean Baptiste Christophe Fusée Aublet, och fick sitt nu gällande namn av Friedrich August Körnicke. Ischnosiphon arouma ingår i släktet Ischnosiphon och familjen strimbladsväxter. Inga underarter finns listade.